# Сент-Винсент и Гренадины на Паралимпийских играх
Сент-Винсент и Гренадины на Паралимпийских играх впервые приняли участие в 2020 году на летних Играх в Токио. На зимних Играх делегация Сент-Винсента и Гренадин участия пока не принимала. Медалей на Играх спортсмены Сент-Винсента и Гренадин пока не завоевали.